# Karratha
Karratha (16 476 habitants) est une ville côtière d'Australie-Occidentale située à environ 1 575 km au nord de Perth, la capitale de l'état.

## Histoire
C'est la première ville du nord-ouest de l'Australie devant Port Hedland.
L'économie de la ville est basée sur le minerai de fer, l'exploitation du sel et la fabrication d'ammoniac.

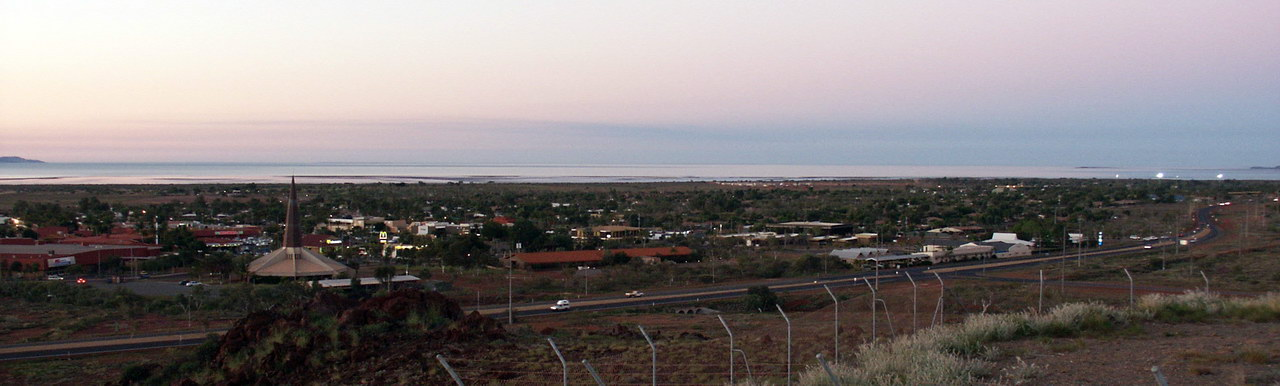
Karratha au coucher du soleil.

## Climat
Karratha a un climat semi-aride tropical, proche d'un climat aride (Köppen : BSh/BWh). Les étés sont très chauds, avec un taux d'humidité élevé. Il y a une influence irrégulière de la mousson en fin de l'été, avec des précipitations maximales en fin de l'été. Au contraire, les hivers sont agréablement chauds et secs, avec une faible humidité et beaucoup de journées ensoleillées.
La température la plus faible est de 6,9 °C le 19 juillet 2006. La température la plus élevée a été enregistré à 48,4 °C le 13 janvier 2022. En février 2011, 348,8 mm de précipitations ont été enregistré en raison du cyclone Carlos.
| Mois                                            | jan. | fév. | mars | avril | mai  | juin | jui. | août | sep. | oct. | nov. | déc. | année |
| ----------------------------------------------- | ---- | ---- | ---- | ----- | ---- | ---- | ---- | ---- | ---- | ---- | ---- | ---- | ----- |
| Température minimale moyenne (°C)               | 26,9 | 26,8 | 26,1 | 23    | 18,3 | 15,2 | 13,9 | 14,5 | 17,2 | 20,8 | 23,1 | 25,6 | 21    |
| Température maximale moyenne (°C)               | 36   | 35,8 | 36,2 | 34,4  | 30   | 26,5 | 26,5 | 28,4 | 31,1 | 34,1 | 35   | 36   | 32,5  |
| Record de froid (°C)                            | 20,5 | 19,4 | 13   | 14,7  | 10,5 | 7,1  | 6,9  | 8    | 10   | 11,1 | 16   | 18,7 | 6,9   |
| Record de chaleur (°C)                          | 48,4 | 47,7 | 45,8 | 41,3  | 38,3 | 32,8 | 34   | 39,1 | 40,7 | 44,7 | 44,8 | 46,9 | 48,4  |
| Précipitations (mm)                             | 44,8 | 74,9 | 46,6 | 17,1  | 31,6 | 35,2 | 13,7 | 3,9  | 1,4  | 0,4  | 1,2  | 14,1 | 287,9 |
| dont nombre de jours avec précipitations ≥ 1 mm | 3,2  | 4,1  | 3    | 1,3   | 2,2  | 2,1  | 1,2  | 0,6  | 0,3  | 0,1  | 0,1  | 1    | 19,2  |
| Humidité relative (%)                           | 51   | 55   | 46   | 40    | 42   | 44   | 40   | 35   | 36   | 38   | 41   | 47   | 43    |